# Ованнісян Раффі Річардович
Раффі Річардович Ованнісян (вірм. Րաֆֆի Հովհաննիսյան), (1959), вірменський державний діяч, дипломат.

## Біографія
Народився 20 листопада 1959 року в місті Фресно, США. У 1980 закінчив Каліфорнійський університет, відділення політології, спеціальність «Історія Вірменії». Флетчерівський інститут міжнародного законодавства і дипломатії Тафтського університету (1982). Доктор юридичних наук.
З 1981 по 1982 — викладав історію Вірменії в Тафтському університеті.
З 1985 по 1989 — юрист в адвокатських конторах Хіл, Ферер і Бріл, Уітман і Рансел, Струк і Лван і брати Кудер в Лос-Анджелесі.
З 1989 по 1990 — очолював Спілку вірменських адвокатів в США.
З 1990 по 1991 — очолив офіс Вірменської Ассамблеї Америки з відновлення зони лиха.
З 1991 по 1992 — перший міністр закордонних справ Вірменії.
У 1993 — заснував та очолив у Єревані вірменський центр стратегічних і національних досліджень. Заснував громадсько-політичний і культурний журнал «Айацк Ереваніц».
У 1998 — працював на громадських засадах в управлінні інформації і книговидання Вірменії і у Всевірменському фонді «Айастан».
З 2007 — депутат Вірменського парламенту, керівник партії «Спадщина».
Автор багатьох досліджень, монографій і статей, виданих у Вірменії та у країнах Америки, Європи, Середнього Сходу.